# Clorhexidină
Chlorhexidina este un antiseptic folosit pentru combaterea agenților bacterieni; are proprietăți atât bacteriostatice, cât și bactericide. De asemenea, este folosit în tratamentele stomatologice prin folosirea apei de gură care conține această substanța. Este recomandat în afecțiunile paradontare, curățând și oferind protecție gingiilor. Este utilizată și pentru sterilizarea instrumentelor chirugicale.
Reacțiile adverse care pot apărea la utilizarea sa sunt: iritații ale pielii, decolorarea dinților și reacții alergice locale. Este sigur de utilizat în sarcină. Se poate amesteca cu etanol, apă sau soluții de surfactanți. Este eficientă împotriva unei game largi de microorganisme, însă nu inactivează sporii acestora.
Compusul a început să fie utilizat medical în anii 1950. Se află pe lista medicamentelor esențiale ale Organizației Mondiale a Sănătății.